# Oleg Alexandrovič Maskaev
Oleg Alexandrovič Maskaev, in russo Олег Александрович Маскаев? (abai Karaganda, 2 marzo 1969), è un ex pugile uzbeko naturalizzato statunitense.
È stato campione del mondo dei pesi massimi WBC. 
Dopo essere stato un pugile dilettante negli anni ottanta, passò professionista nel 1993. Divenne campione del mondo battendo Hasim Rahman nel 2006, ma perse poco dopo il titolo contro Samuel Peter.
Nel 2004 ha acquisito la cittadinanza statunitense.